# Alenia Aeronautica
A Alenia Aeronautica foi uma empresa aeroespacial europeia com sede na Itália. Suas subsidiárias incluem a Alenia Aermacchi e a Alenia Aeronavali, e foi ela mesma uma subsidiária da Finmeccanica.